# Felicia Brown
Felicia Brown (ur. 27 października 1993) – amerykańska lekkoatletka specjalizująca się w biegach sprinterskich.
Brązowa medalistka IAAF World Relays (2017).
Złota medalistka mistrzostw NCAA.

## Osiągnięcia
| Rok  | Impreza           | Miejsce | Konkurencja             | Lokata     | Wynik   |
| ---- | ----------------- | ------- | ----------------------- | ---------- | ------- |
| 2017 | IAAF World Relays | Nassau  | sztafeta 4 × 200 metrów | 3. miejsce | 1:30,87 |

## Rekordy życiowe
- bieg na 60 metrów (hala) – 7,23 (2016)
- bieg na 100 metrów – 11,25 (2016)
- bieg na 200 metrów (stadion) – 22,26 (2016) / 22,19w (2016)
- bieg na 200 metrów (hala) – 22,45 (2016)